# Noël en Colombie
 (janvier 2019).
 (janvier 2019).

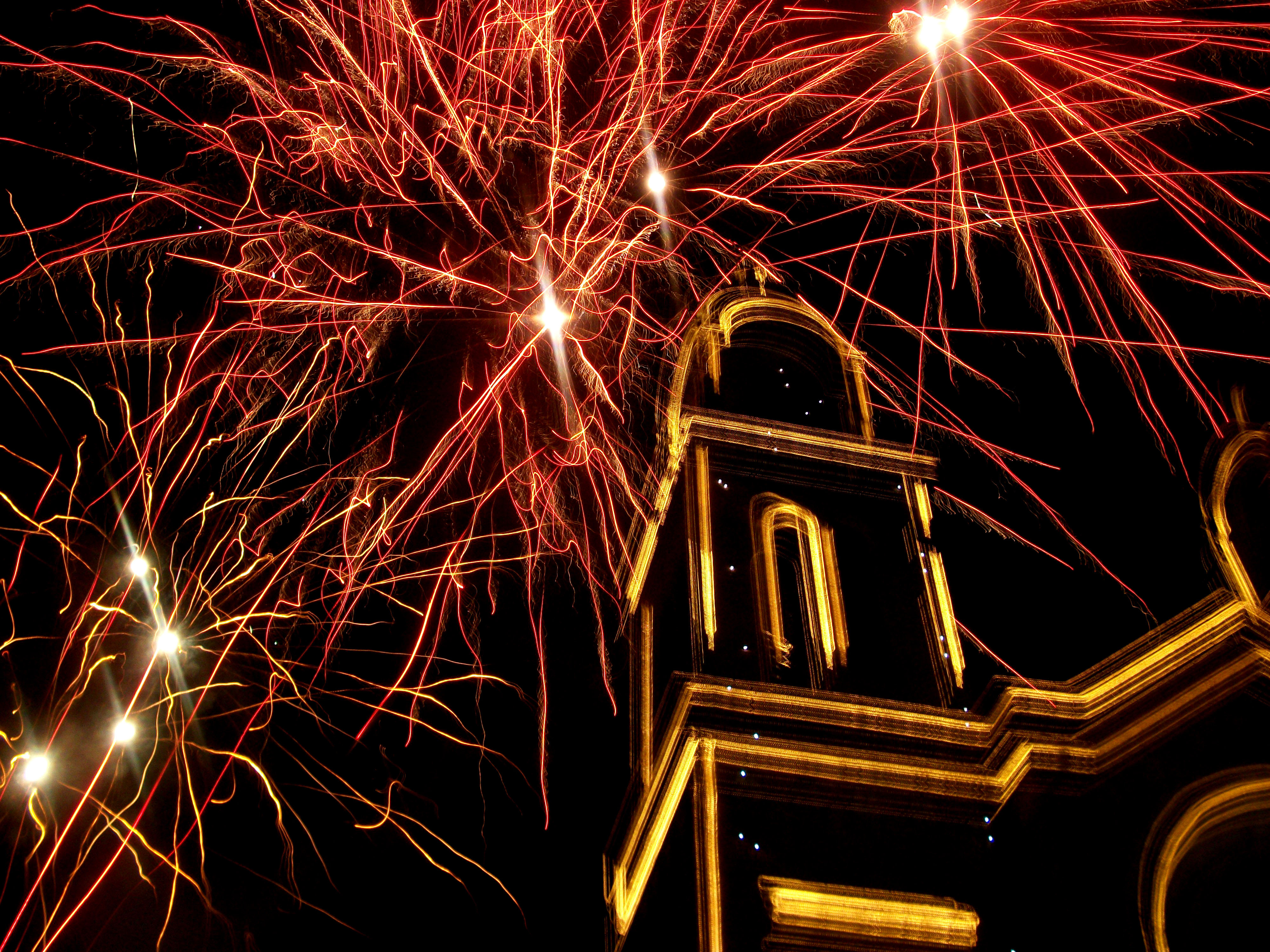
Feu d'artifice dans le parc de Mosquera, Cundinamarca, pour célébrer le début de Noël.

La Colombie est un pays profondément croyant dans lequel 95 % des habitants sont chrétiens. Les fêtes catholiques de fin d'année commencent le 7 décembre et il existe de nombreuses façons de célébrer Noël.

## Les fêtes de Noël

### El Día de las Velitas

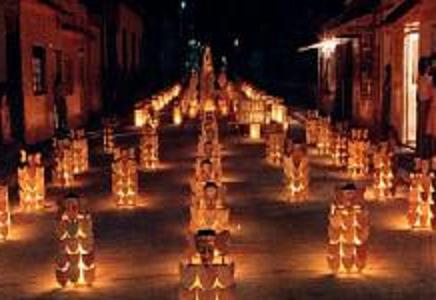
Lanternes de papier à Quimbaya (Quindío).

El Día de las Velitas (Jour des Bougies) se célèbre le 7 décembre et marque le début des festivités de fin d'année en Colombie. Des personnes mettent des bougies devant leurs fenêtres et portes, mais également dans les rues, ainsi que des lanternes. Il est possible de faire une prière ou un vœu à travers chaque bougie allumée. La mairie lance le concours du quartier le plus décoré afin de remettre un prix.

### La Novena
Durant la Novena (du 16 au 24 décembre, les neuf  jours précédant Noël) les familles se réunissent tous les soirs pour prier, chanter, danser la salsa, cumbia ou merengue et partager une collation autour du pesebre, la crèche de Noël. C'est une occasion de renforcer les liens familiaux.

### La Navidad
Les Colombiens se réunissent le soir du 24 décembre pour réveillonner autour du repas de Noël. Les repas typiques de Noël sont les buñuelos (petites boulettes de pâte au fromage frites, servies chaudes), el pavo (dinde farcie d'un mélange de raisins et de noix), el pernil (jambon à l'os cuit et fumé, accompagné de sauces sucrées et à l'occasion de riz au safran). En dessert, les Colombiens mangent entre autres de la natillas (gâteau fait avec de la cannelle, de l'amidon de maïs, du lait, de la panela, du sucre de canne et des clous de girofle).Après le repas, ceux qui le souhaitent assistent à la messe de minuit. En Colombie, c'est le « Petit Jésus » qui apporte les cadeaux avec lui le matin du 25 décembre.

## Aguinaldos
Aguinaldos est le nom donné aux jeux de Noël joués par les enfants et adultes où l'on parie des cadeaux. L'un des jeux les plus populaires est connu sous le nom tres pies dont le but est d'éviter que l'adversaire mette son pied entre ceux des autres. L'autre jeu est pajita en boca pendant lequel on doit garder une paille dans la bouche toute la journée. Le jeu Ni oui ni non, qui interdit de prononcer un de ces mots, est également populaire.

## Les décorations de Noël

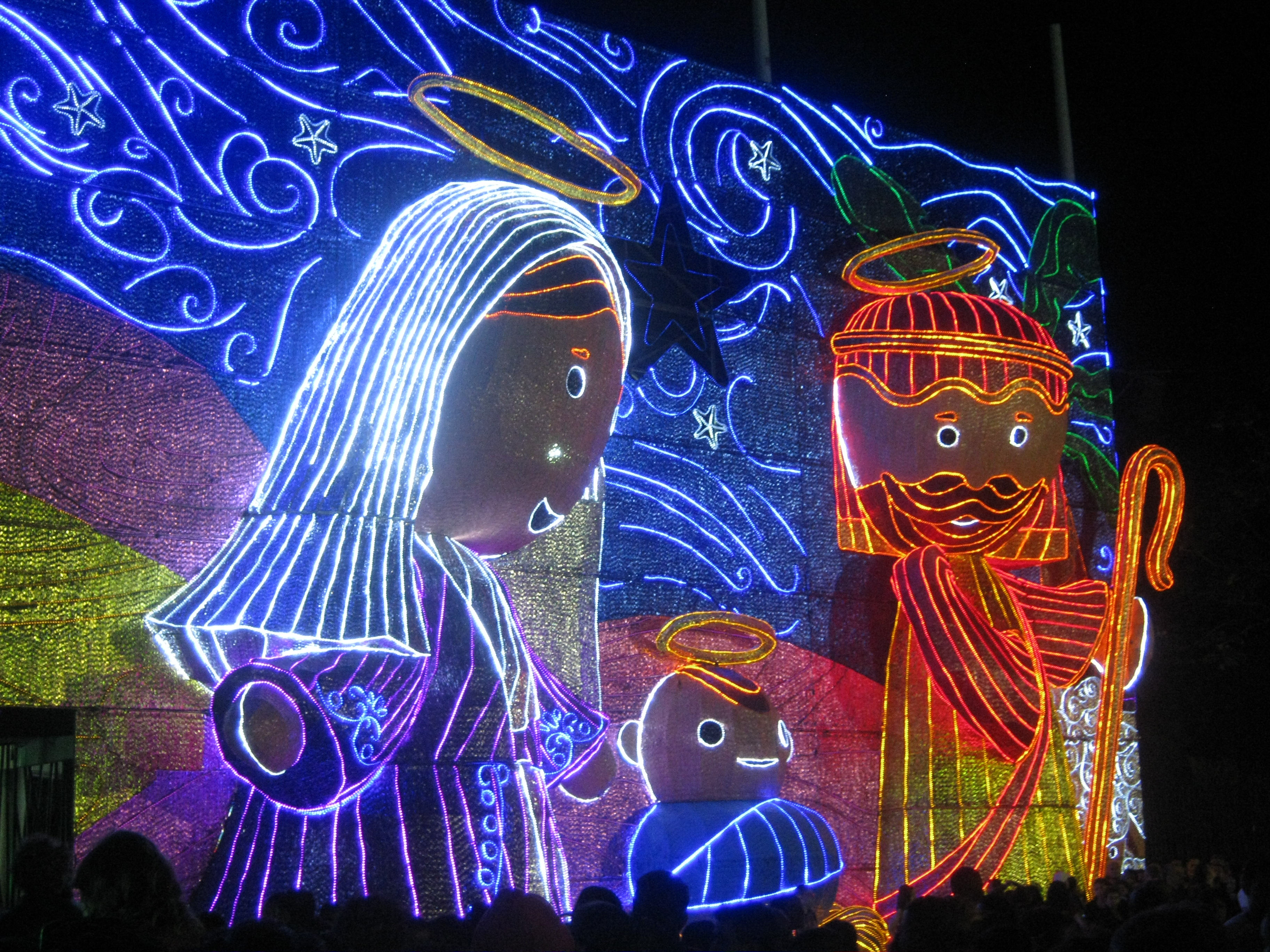
Illuminations de Noël à Medellín, en 2017

Toutes les villes de Colombie se parent de lumières pendant les fêtes, et des concours sont organisés pour récompenser les maisons les mieux décorées. Medellín, ainsi que les villages de la région de Boyacá, sont particulièrement réputés pour leurs illuminations de Noël. Medellín y consacre d’ailleurs un budget de 10 millions de dollars. Le National Geographic a même classé la ville parmi les meilleurs endroits au monde pour admirer les illuminations de Noël.